# Язьвіни (Нижньосілезьке воєводство)
Язьвіни (пол. Jaźwiny) — село в Польщі, у гміні Тшебниця Тшебницького повіту Нижньосілезького воєводства.
Населення — 200 осіб (2011).
У 1975—1998 роках село належало до Вроцлавського воєводства.

## Демографія
Демографічна структура станом на 31 березня 2011 року:
|          | Загалом | Допрацездатний вік | Працездатний вік | Постпрацездатний вік |
| -------- | ------- | ------------------ | ---------------- | -------------------- |
| Чоловіки | 100     | 22                 | 67               | 11                   |
| Жінки    | 100     | 19                 | 61               | 20                   |
| Разом    | 200     | 41                 | 128              | 31                   |